# Тольдо, Франческо
Франче́ско То́льдо (итал. Francesco Toldo; родился 2 декабря 1971 года в Падуе) — итальянский футболист, выступавший на позиции вратаря на протяжении 20 лет. Известен преимущественно по играм за клубы «Фиорентина» и миланский «Интернационале», в которых суммарно сыграл 17 сезонов (8 в «Фиорентине» и 9 в «Интере») и завоевал 15 трофеев. Как вратарь сборной Италии выступал на пяти турнирах, но прославился как первый номер сборной на чемпионате Европы 2000 года, на котором итальянцы стали серебряными призёрами. Футбольными критиками оценивается как один из лучших вратарей итальянского и мирового футбола конца 1990-х — начала 2000-х годов.

## Клубная карьера

### Ранние годы
Франческо Тольдо родился 2 декабря 1971 года в Падуе. Отец работал на табачной фабрике и зарабатывал немного. Франческо начинал заниматься футболом в клубе «Казелле», до 11—12 лет играл на разных позициях, прежде чем окончательно выбрать позицию вратаря. Первые заработки Франческо были небольшими: ещё в возрасте 14 лет Франческо устроился работать официантом и долго копил деньги на то, чтобы купить себе рубашку. Футбол он рассматривал больше как развлечение. После отъезда из Падуи Франческо продолжил тренировки в клубе «Монтебеллуна» под руководством Джанкарло Капорелло. По воспоминаниям Франческо, Капорелло был сумасшедшим, но полным энтузиазма тренером: кандидатов на позицию вратаря он по очереди ставил в ворота и бил с трёх метров. Те, кто смог отразить подобные удары, оставались в тренировочной группе. Тренировки вратарей требовали от участвующих в них большой физической и умственной подготовки: в возрасте 14 лет у Тольдо были достаточно большие колени, что затрудняло ему освоить технику безболезненного падения на газон при ударе.
С 1988 года Тольдо числился в составе «Милана». За основной состав клуба он не сыграл ни разу, однако вместе с дублем выиграл мемориал Берретти в сезоне 1989/1990. Позже Тольдо на правах аренды выступал за разные клубы. В составе команды «Эллас Верона» был заявлен на сезон Серии B 1990/1991, но выше места третьего вратаря не поднимался. Позже он играл за клубы «Тренто» в Серии C2 (1991—1992) и «Равенна», с последней одержал победу в розыгрыше Серии C1 в сезоне 1992/1993. После начала профессиональной карьеры Тольдо стал переводить отцу всю свою зарплату, помогая материально семье: по его воспоминаниям, семья долго копила 10 тысяч лир, чтобы купить автомобиль. Даже после отъезда в «Равенну», несмотря на выросшие зарплаты для игроков, Тольдо ставил финансовую помощь семье на первое место среди приоритетов.

### Фиорентина
С 1993 по 2001 год Тольдо играл за клуб «Фиорентина», будучи его основным вратарём на протяжении восьми сезонов. До конца своего первого сезона 1993/1994 он играл на правах аренды, но затем был выкуплен «фиалками» окончательно. В своём дебютном сезоне он помог команде выиграть Серию B и выйти в Серию A. 5 марта 1995 года он установил собственный антирекорд, пропустив 8 мячей в одной встрече против «Лацио» на римском Олимпийском стадионе — он рассказывал, что испытывал сильную боль в спине, когда вытаскивал очередной мяч из сетки ворот.
Окончательный выкуп Тольдо из состава «Милана» состоялся в 1995 году за 4 миллиарда итальянских лир. Благодаря вкладу Тольдо «Фиорентина» стала бронзовым призёром Серии A в сезоне 1995/1996, выиграла Кубок Италии (его первый трофей в составе команды) и Суперкубок Италии (победа над «Миланом» со счётом 2:1). В составе «Фиорентины» он дошёл до полуфинала Кубка кубков. В сезоне 1999/2000 состоялся дебют Франческо Тольдо в Лиге чемпионов УЕФА: в первом же матче группового этапа против «Арсенала», прошедшем 14 сентября 1999 года, Тольдо отразил удар с пенальти Нванкво Кану и помог команде удержать нулевую ничью. В ответном матче 27 октября «фиалки» обыграли «канониров» со счётом 1:0 благодаря голу Габриэля Батистуты, а Тольдо снова спас команду после опасного удара Кану: этот сэйв Тольдо называл лучшим за всю свою карьеру. По итогам 2000 года Тольдо, завоевавший со сборной серебряную медаль чемпионата Европы, отметился ещё рядом иных достижений: он получил приз лучшего вратаря Серии A за минувший год, был также номинирован на «Золотой мяч» France Football (занял 14-е место с 7 баллами), а в рейтинге лучшего вратаря по версии IFFHS занял 3-е место.
После чемпионата Европы 2000 года вратарём интересовались ряд клубов, причём Тольдо отмечал, что больше всего интереса проявляла к нему «Барселона». «Фиорентина», находившаяся в бедственном финансовом положении, провела неудачный сезон при Фатихе Териме и намеревалась продать Франческо Тольдо и Руя Кошту, чтобы не остаться с чистыми убытками. В сезоне 2000/2001 Тольдо в составе команды, которую принял Роберто Манчини, выиграл Кубок Италии. «Фиорентина», которая через год всё равно обанкротилась, продала Тольдо и Кошту в клуб «Парма» за 140 млрд итальянских лир, причём за Тольдо клуб выручил 55 млрд лир (около 28,4 млн евро по фиксированному курсу), и это позволило клубу всё же по итогам сезона остаться в прибыли. Однако Тольдо и Кошта отказались переходить в «Парму»: хотя клуб намеревался взять Тольдо вместо ушедшего в «Ювентус» Джанлуиджи Буффона, сам Тольдо не хотел ждать завершения сделки с «Ювентусом» и выбрал «Интернационале» для продолжения карьеры, перейдя туда за ту же сумму. В итоге цепочка трансферов в связи с отказом Тольдо сложилась таким образом: в «Парму» из «Интера» пришёл Себастьян Фрей, которого заменил Тольдо, Джанлуиджи Буффон из «Пармы» перешёл в «Ювентус», вынудив Эдвина ван дер Сара перейти в «Фулхэм».

### Интернационале
В первом сезоне под руководством Эктора Купера Тольдо выступал на высоком уровне, дойдя с командой до полуфинала Кубка УЕФА 2001/2002 и став бронзовым призёром чемпионата Италии. Хотя команда претендовала на титул до последнего и опустилась на третье место в последнем туре, проиграв «Лацио» и пропустив вперёд «Ювентус» и «Рому». За время своих выступлений Тольдо стал любимцем фанатов и высоко ценился за свой профессионализм. В сезоне 2002/2003 специалисты отмечают игру Тольдо против «Валенсии» в четвертьфинале Лиги чемпионов: несмотря на победу валенсийцев 2:1, «Интер» вышел в полуфинал только благодаря стараниям Тольдо, который парировал множество ударов и не позволил испанскому клубу выиграть с более крупным счётом. В конце матча, когда испанский клуб организовывал последний штурм ворот «нерадзурри», Тольдо сцепился с одноклубником Луиджи Ди Бьяджо: тот схватил его за горло, а Тольдо пытался сорвать с него майку. По этому поводу президент клуба Массимо Моратти лишь констатировал, что игроки просто обнимались, хотя в том эпизоде было что-то, что ему самому не понравилось, и заявил, что для него подобный эпизод исчерпан. После матча Тольдо и Ди Бьяджо выразили свои сожаления по поводу случившегося, сказав, что уже помирились. В полуфинале, однако, команда проиграла будущим триумфаторам в лице «Милана» в Миланском дерби по правилу голов на выезде. В том же сезоне 2002/2003 специалисты также вспоминают игру Тольдо против «Ювентуса» в дерби Италии — счёт открыл Алессандро дель Пьеро, переиграв Тольдо с 11-метровой отметки, но на последней минуте матча при розыгрыше углового, поданного Эмре Белезоглу, в штрафную прибежал Франческо Тольдо. Во время толкотни он успел пробить по мячу, и после нескольких рикошетов мяч всё же залетел в ворота. В ряде официальных источников гол записывается на счёт не Тольдо, а Кристиана Вьери, который в розыгрыше углового также коснулся мяча. Сам же Тольдо продолжает утверждать, что именно он последним коснулся мяча при нанесении удара, а не Вьери. В 2003 году Тольдо также вошёл в список номинантов на «Золотой мяч» France Football, став 14-м вратарём, номинированным на этот приз, и набрав 1 балл.
Уход Эктора Купера с поста тренера и последующее назначение Альберто Дзаккерони принесли «Интеру» неприятности в сезоне 2003/2004. Тольдо выступал нестабильно, хотя отметился тем, что 17 сентября 2003 года в Лиге чемпионов УЕФА в игре против «Арсенала», завершившейся победой «Интера» со счётом 3:0, парировал пенальти в исполнении Тьерри Анри и помог одержать первую в истории победу итальянского клуба над «канонирами» в гостях. Итогом стало четвёртое место в чемпионате, которое всё-таки дало право на участие в следующем розыгрыше Лиги чемпионов. В сезоне 2004/2005 Тольдо завоевал с «Интером» Кубок Италии и вышел в четвертьфинал Лиги чемпионов, опять проиграв «Милану». В 2005 году он взял Суперкубок Италии с командой, однако уже тогда стал проигрывать конкуренцию пришедшему в клуб бразильцу Жулио Сезару, оказавшись на скамейке запасных после летней серии контрольных матчей клуба в Англии. Клуб же оставался долгое время без трофеев. Перед Тольдо, по его словам, встал выбор: или остаться вторым вратарём, или покинуть команду. В феврале 2006 года, несмотря на слухи об интересе со стороны клубов «Палермо», «Милан» и «Фиорентина», Тольдо продлил свой контракт до июня 2009 года и на фоне спада формы Жулио Сезара на короткое время стал снова вратарём основы, сыграв всего 9 матчей в Серии A. В связи с коррупционным скандалом «кальчополи», в котором оказались замешаны «Ювентус» и «Милан», ослабление конкурентов и серьёзные дисквалификации привели к тому, что «Интер» выиграл и чемпионат, и Кубок Италии в том сезоне, и Суперкубок 2006 года, надолго закрепившись на вершине Серии A. Победа «Интера» в Серии A стала первой с 1989 года.
В сезоне 2006/2007 Тольдо сыграл шесть матчей в чемпионате Италии, в сезоне 2007/2008 — три в Серии A и пять в Кубке Италии, выиграв в третий раз подряд чемпионат Италии и дойдя до финала Кубка в сезоне 2007/2008. В апреле 2009 года Тольдо продлил контракт ещё на два года до лета 2011 года, оставаясь сменщиком Жулио Сезара: в сезоне 2008/2009 он сыграл по три матча в Серии A и Кубке Италии и ещё один в Лиге чемпионов, в четвёртый раз подряд став чемпионом Италии. По итогам сезона 2009/2010 Тольдо стал обладателем «требла», выиграв не только чемпионат и Кубок, но и впервые в карьере став победителем Лиги чемпионов УЕФА, однако ни одного матча за клуб в том сезоне в Серии А или Лиге чемпионов он не провёл. Несмотря на то, что сама физическая форма Тольдо позволяла ему провести как минимум ещё один сезон, а контракт действовал до конца сезона 2010/2011, 7 июля 2010 года Тольдо объявил в интервью телеканалу клуба Inter Channel о том, что завершает игровую карьеру. Отчасти причиной стало подписание нового вратаря, Луки Кастеллацци, которое не оставляло Франческо шансов сыграть хотя бы один матч в составе «Интера» на любом из турниров. Тольдо, искавший новые горизонты в футболе, заявил, что в дальнейшем займётся работой с молодёжными лагерями.

## Карьера в сборной

### Дебют в сборной
С 1993 по 1994 годы Франческо Тольдо сыграл восемь матчей за молодёжную сборную Италии, составленную из игроков не старше 21 года — дебютировал он 22 сентября 1993 года матчем против Дании, завершившимся победой 1:0. В 1993 году в составе олимпийской сборной Италии (до 23 лет), которую тренировал Чезаре Мальдини, Тольдо выступил на Средиземноморских играх 1993 года, проведя 4 матча на футбольном турнире против Марокко (победа 2:0), Словении (победа 2:1), Алжира (поражение 0:1) и Франции (поражение 0:2) и заняв четвёртое место. По воспоминаниям Тольдо, североафриканские игроки были для него «кошмаром»: они не стояли на месте и постоянно двигались, когда судья давал играть, а противника намеревались «съесть» в игровом смысле. В 1994 году с молодёжной сборной, руководимой тем же Мальдини, Тольдо выиграл чемпионат Европы, проходивший во Франции: в полуфинале в серии пенальти против хозяев Тольдо отразил 11-метровый удар в исполнении Клода Макелеле.
Его дебют в составе «скуадры адзурры» выпал на 8 октября 1995 года, когда Италия проводила отборочный матч к чемпионату Европы против сборной Хорватии. Тольдо вышел на поле в связи с удалением вратаря Луки Буччи и заменил Джанфранко Дзолу. На финальный этап чемпионата Европы в Англии Тольдо отправился в качестве сменщика Анджело Перуцци. Франческо не был основным вратарём сборной, постоянно конкурируя с такими вратарями, как Джанлука Пальюка, Анджело Перуцци, Кристиан Аббьяти, Лука Маркеджани, Франческо Антониоли и Джанлуиджи Буффон. Так, на чемпионате мира 1998 года он был в резерве. Накануне чемпионата Европы 2000 года предполагалось, что Франческо не попадёт в заявку на турнир либо будет в лучшем случае сменщиком.

### Евро-2000
3 июня 2000 года в контрольной игре против сборной Норвегии итальянцы потерпели поражение со счётом 1:0. В эпизоде с единственным голом Джона Карью, забитым на 52-й минуте, травму получил Джанлуиджи Буффон. Тольдо вышел на 58-й минуте вместо травмированного Буффона, который в итоге пропустил Евро-2000. На групповом этапе Тольдо провёл матчи против Турции (победа 2:1) Бельгии (победа 2:0) и Швеции (2:1). В четвертьфинале итальянцы прошли сборную Румынии со счётом 2:0, выйдя в полуфинал против Нидерландов, которые были фаворитами противостояния. Во время турнира Франческо Тольдо много общался с нумерологом Альберто Феррарини, которого называл своим «мотиватором»: Феррарини предрекал не только участие Тольдо в чемпионате Европы вместо Буффона, но и успешную игру Тольдо против Нидерландов, в том числе в эпизодах с пенальти.
В полуфинале итальянцы с 34-й минуты играли вдесятером после удаления Джанлуки Дзамбротты, однако счёт не был открыт ни в основное время, ни в овертайме. По ходу матча в ворота Италии назначались два пенальти: на 38-й минуте за фол Алессандро Несты против Патрика Клюйверта и на 61-й минуте за фол Марка Юлиано против Эдгара Давидса, причём в первом случае Тольдо получил жёлтую карточку за споры с арбитром. Однако первый пенальти после удара Франка де Бура Тольдо взял, вытащив мяч из правого угла, а при втором пенальти Патрик Клюйверт попал в левую штангу, не сумев сыграть на добивании. Перед серией пенальти Тольдо, поймав кураж, кричал голландцам, что те не смогут его пробить — перед полуфиналом он тщательно изучал манеру исполнения ими ударов с 11-метровой отметки. В ходе серии пенальти Тольдо отразил удары Франка де Бура и Паула Босвелта, а ещё один удар в исполнении Япа Стама прошёл над перекладиной. Итогом стала победа итальянцев по пенальти со счётом 3:1, а УЕФА официально присудила Тольдо приз лучшего игрока полуфинальной встречи.
В финале против Франции итальянцы вели в счёте вплоть до последней минуты второго тайма, когда после ошибки Фабио Каннаваро Сильвен Вильтор сумел сравнять счёт (1:1). Тольдо в этом эпизоде также сыграл не лучшим образом. В дополнительное время Тольдо получил травму носа после стыка с Трезеге. На 103-й минуте золотой мяч у французов с передачи Робера Пиреса забил Трезеге, Тольдо не имел особых шансов в этом моменте выручить итальянцев. Тольдо сделал в финале 10 сейвов. Тольдо же по итогам турнира вошёл в символическую сборную чемпионата Европы по версии УЕФА; после турнира он говорил, что сборная заслуживает уважения за завоёванные серебряные медали, которые завоевала тяжёлым трудом, и искренне удивлялся, почему пресса не поблагодарила тренера сборной Дино Дзоффа за выход в финал, а обвинила его в поражении в финале.

### После Евро-2000
Чемпионат Европы 2000 года стал первым и единственным крупным турниром, на котором Франческо Тольдо был основным вратарём. Хотя в начале отбора на чемпионат мира 2002 года он оставался в основе, восстановившийся после травмы Джанлуиджи Буффон вытеснил Тольдо из сборной и на долгие годы стал лидером сборной Италии: именно он защищал ворота команды под руководством Джованни Трапаттони на чемпионате мира 2002 года. Последнюю игру в составе сборной Италии Тольдо сыграл 18 февраля 2004 года против Чехии в Палермо на стадионе имени Ренцо Барберы. Он был в заявке на чемпионат Европы 2004 года, но не сыграл ни одной встречи, а после окончания турнира, на котором итальянцы из группы не вышли, объявил об уходе из сборной. Всего Тольдо сыграл 28 игр, пропустив 15 мячей.

## После игровой карьеры
После завершения игровой карьеры Тольдо был назначен директором проектов Inter Campus (в 2010 году) и Inter Forever (в 2013 году), которые помогают детям из неблагополучных семей попасть в футбольные школы и отвлечься от насущных проблем. Тольдо, однако, делает акцент на том, что его проекты не занимаются скаутской деятельностью. В 2012 году за свою деятельность Тольдо был отмечен премией City Angels. Участник проекта #RunForEmma, собирающего средства в помощь детям, у которых диагностирована спинальная мышечная атрофия; в 2018 году Тольдо говорил о намерении организовать благотворительный марафон.
29 августа 2011 года он был назначен тренером вратарей в сборной до 20 лет, которой руководил Луиджи Ди Бьяджо. С 2013 по 2015 год Тольдо работал совместно с Ди Бьяджо в сборной Италии до 21 года, занимая там должность технического директора.

## Стиль игры
Тольдо, игравший в юности на разных позициях полевых игроков, позже всё-таки стал вратарём: его вдохновили на это его кумир Дино Дзофф и другой вратарь, Джованни Галли. Он действовал последовательно и хладнокровно, обладал отличной реакцией и умел играть ногами. В юности Тольдо ненавидел отбивать пенальти, но по ходу своей карьеры он стал мастером отражения ударов с 11-метровой отметки. Также он отличался своей физической силой и характером, защищая ворота. Несмотря на свои достаточно большие рост и вес, Франческо умел не только быстро занимать позицию, но отражать самые разные удары, в том числе и наносимые низом. Однако Франческо действовал менее эффективно при навесах и перехвате высоко летящих мячей.

## Статистика

### Клубная
| Клуб             | Сезон            | Чемпионат        | Чемпионат | Чемпионат | Кубок Италии | Кубок Италии | Еврокубки | Еврокубки | Суперкубок Италии | Суперкубок Италии | Всего | Всего    |
| Клуб             | Сезон            | Лига             | Игры      | Голы      | Игры         | Голы         | Игры      | Голы      | Игры              | Голы              | Игры  | Голы     |
| ---------------- | ---------------- | ---------------- | --------- | --------- | ------------ | ------------ | --------- | --------- | ----------------- | ----------------- | ----- | -------- |
| Эллас Верона     | 1990/1991        | Серия B          | 0         | 0         | 0            | 0            | —         | —         | —                 | —                 | 0     | 0        |
| Тренто           | 1991/1992        | Серия C2         | 38        | -24       | 0            | 0            | —         | —         | —                 | —                 | 38    | -24      |
| Равенна          | 1992/1993        | Серия C1         | 31        | -21       | 0            | 0            | —         | —         | —                 | —                 | 31    | -21      |
| Фиорентина       | 1993/1994        | Серия B          | 33        | -14       | 5            | -2           | —         | —         | —                 | —                 | 38    | -16      |
| Фиорентина       | 1994/1995        | Серия A          | 34        | -56       | 5            | -6           | —         | —         | —                 | —                 | 39    | -62      |
| Фиорентина       | 1995/1996        | Серия A          | 34        | -41       | 8            | -3           | —         | —         | —                 | —                 | 42    | -44      |
| Фиорентина       | 1996/1997        | Серия A          | 32        | -40       | 2            | -4           | 8         | -7        | 1                 | -1                | 43    | -52      |
| Фиорентина       | 1997/1998        | Серия A          | 34        | -36       | 3            | -4           | —         | —         | —                 | —                 | 37    | -40      |
| Фиорентина       | 1998/1999        | Серия A          | 33        | -39       | 10           | -8           | 4         | -4        | —                 | —                 | 47    | -51      |
| Фиорентина       | 1999/2000        | Серия A          | 34        | -38       | 3            | -1           | 13        | -14       | —                 | —                 | 50    | -53      |
| Фиорентина       | 2000/2001        | Серия A          | 32        | -48       | 6            | -3           | 2         | -5        | —                 | —                 | 40    | -56      |
| Фиорентина       | Итого            | Итого            | 266       | -312      | 42           | -31          | 27        | -30       | 1                 | -1                | 336   | -374     |
| Интернационале   | 2001/2002        | Серия A          | 33        | -35       | 1            | -2           | 9         | -7        | —                 | —                 | 43    | -44      |
| Интернационале   | 2002/2003        | Серия A          | 32        | -37 / 1   | 1            | -2           | 18        | -19       | —                 | —                 | 51    | -58 / 1  |
| Интернационале   | 2003/2004        | Серия A          | 32        | -35       | 2            | -2           | 11        | -17       | —                 | —                 | 45    | -54      |
| Интернационале   | 2004/2005        | Серия A          | 30        | -28       | 2            | 0            | 9         | -11       | —                 | —                 | 41    | -39      |
| Интернационале   | 2005/2006        | Серия A          | 9         | -5        | 4            | -1           | 5         | -5        | 1                 | 0                 | 19    | -11      |
| Интернационале   | 2006/2007        | Серия A          | 6         | -4        | 8            | -7           | 2         | -2        | 1                 | -3                | 17    | -16      |
| Интернационале   | 2007/2008        | Серия A          | 3         | -1        | 5            | -6           | 0         | 0         | —                 | —                 | 8     | -7       |
| Интернационале   | 2008/2009        | Серия A          | 3         | -4        | 3            | -5           | 1         | 0         | —                 | —                 | 7     | -9       |
| Интернационале   | 2009/2010        | Серия A          | 0         | 0         | 3            | -1           | 0         | 0         | —                 | —                 | 3     | -1       |
| Интернационале   | Итого            | Итого            | 148       | -149 / 1  | 29           | -26          | 55        | -61       | 2                 | -3                | 234   | -239 / 1 |
| Всего за карьеру | Всего за карьеру | Всего за карьеру | 483       | -506 / 1  | 71           | -57          | 82        | -91       | 3                 | -4                | 639   | -658 / 1 |

### В сборной
| Матчи Франческо Тольдо за национальную сборную Италии | Матчи Франческо Тольдо за национальную сборную Италии | Матчи Франческо Тольдо за национальную сборную Италии | Матчи Франческо Тольдо за национальную сборную Италии | Матчи Франческо Тольдо за национальную сборную Италии | Матчи Франческо Тольдо за национальную сборную Италии | Матчи Франческо Тольдо за национальную сборную Италии | Матчи Франческо Тольдо за национальную сборную Италии |
| №                                                     | Дата                                                  | Место проведения                                      | Соперник                                              | Счёт                                                  | Действия Тольдо                                       | Пропущенные голы                                      | Соревнование                                          |
| ----------------------------------------------------- | ----------------------------------------------------- | ----------------------------------------------------- | ----------------------------------------------------- | ----------------------------------------------------- | ----------------------------------------------------- | ----------------------------------------------------- | ----------------------------------------------------- |
| 1                                                     | 8 октября 1995                                        | Спалато                                               | Хорватия                                              | 1:1                                                   | 1'                                                    | 48′                                                   | Квалификация ЧЕ-1996                                  |
| 2                                                     | 24 января 1996                                        | Терни                                                 | Уэльс                                                 | 3:0                                                   | 1'                                                    |                                                       | Товарищеский матч                                     |
| 3                                                     | 1 июня 1996                                           | Будапешт                                              | Венгрия                                               | 2:0                                                   | 1'                                                    |                                                       | Товарищеский матч                                     |
| 4                                                     | 5 октября 1996                                        | Кишинёв                                               | Молдова                                               | 3:1                                                   | 1'                                                    | 12′                                                   | Квалификация ЧМ-1998                                  |
| 5                                                     | 9 октября 1996                                        | Перуджа                                               | Грузия                                                | 1:0                                                   | 1'                                                    |                                                       | Квалификация ЧМ-1998                                  |
| 6                                                     | 6 ноября 1996                                         | Сараево                                               | Босния и Герцеговина                                  | 1:2                                                   | 1'                                                    | 6′, 44′                                               | Товарищеский матч                                     |
| 7                                                     | 26 апреля 2000                                        | Реджо-Калабрия                                        | Португалия                                            | 2:0                                                   | 1'                                                    |                                                       | Товарищеский матч                                     |
| 8                                                     | 3 июня 2000                                           | Осло                                                  | Норвегия                                              | 0:1                                                   | 58'                                                   |                                                       | Товарищеский матч                                     |
| 9                                                     | 11 июня 2000                                          | Арнем                                                 | Турция                                                | 2:1                                                   | 1'                                                    | 61′                                                   | ЧЕ-2000. Групповой этап                               |
| 10                                                    | 14 июня 2000                                          | Брюссель                                              | Бельгия                                               | 2:0                                                   | 1'                                                    |                                                       | ЧЕ-2000. Групповой этап                               |
| 11                                                    | 19 июня 2000                                          | Эйндховен                                             | Швеция                                                | 2:1                                                   | 1'                                                    | 77′                                                   | ЧЕ-2000. Групповой этап                               |
| 12                                                    | 24 июня 2000                                          | Брюссель                                              | Румыния                                               | 2:0                                                   | 1'                                                    |                                                       | ЧЕ-2000. 1/4 финала                                   |
| 13                                                    | 29 июня 2000                                          | Амстердам                                             | Нидерланды                                            | 0:0 (3:1 пен.)                                        | 1' 38' (оба — послематчевые пенальти)                 | Забит                                                 | ЧЕ-2000. 1/2 финала                                   |
| 14                                                    | 2 июля 2000                                           | Роттердам                                             | Франция                                               | 1:2 (д.в.)                                            | 1'                                                    | 90+3′ 103'                                            | ЧЕ-2000. Финал                                        |
| 15                                                    | 3 сентября 2000                                       | Будапешт                                              | Венгрия                                               | 2:2                                                   | 1'                                                    | 29′, 78′                                              | Квалификация ЧМ-2002                                  |
| 16                                                    | 7 октября 2000                                        | Милан                                                 | Румыния                                               | 3:0                                                   | 1'                                                    |                                                       | Квалификация ЧМ-2002                                  |
| 17                                                    | 11 октября 2000                                       | Анкона                                                | Грузия                                                | 2:0                                                   | 1'                                                    |                                                       | Квалификация ЧМ-2002                                  |
| 18                                                    | 25 апреля 2001                                        | Перуджа                                               | ЮАР                                                   | 1:0                                                   | 1'                                                    |                                                       | Товарищеский матч                                     |
| 19                                                    | 5 сентября 2001                                       | Пьяченца                                              | Марокко                                               | 1:0                                                   | 1'                                                    |                                                       | Товарищеский матч                                     |
| 20                                                    | 13 февраля 2002                                       | Катания                                               | США                                                   | 1:0                                                   | 1'                                                    |                                                       | Товарищеский матч                                     |
| 21                                                    | 17 апреля 2002                                        | Милан                                                 | Уругвай                                               | 1:1                                                   | 46'                                                   | 77′                                                   | Товарищеский матч                                     |
| 22                                                    | 18 мая 2002                                           | Прага                                                 | Чехия                                                 | 0:1                                                   | 46'                                                   |                                                       | Товарищеский матч                                     |
| 23                                                    | 20 ноября 2002                                        | Пескара                                               | Турция                                                | 1:1                                                   | 46'                                                   |                                                       | Товарищеский матч                                     |
| 24                                                    | 12 февраля 2003                                       | Генуя                                                 | Португалия                                            | 1:0                                                   | 46'                                                   |                                                       | Товарищеский матч                                     |
| 25                                                    | 3 июня 2003                                           | Кампобассо                                            | Северная Ирландия                                     | 2:0                                                   | 1'                                                    |                                                       | Товарищеский матч                                     |
| 26                                                    | 12 ноября 2003                                        | Варшава                                               | Польша                                                | 1:3                                                   | 1'                                                    | 6′, 18′, 84′                                          | Товарищеский матч                                     |
| 27                                                    | 16 ноября 2003                                        | Анкона                                                | Румыния                                               | 1:0                                                   | 46'                                                   |                                                       | Товарищеский матч                                     |
| 28                                                    | 18 февраля 2004                                       | Палермо                                               | Чехия                                                 | 2:2                                                   | 46'                                                   | 88′                                                   | Товарищеский матч                                     |

Итого: 28 матчей / 15 пропущенных голов; 18 побед, 5 ничьих, 5 поражений.

## Достижения

### Клубные
Фиорентина
- Победитель Серии B: 1993/1994
- Обладатель Кубка Италии: 1995/1996
- Обладатель Суперкубка Италии: 1996

Интернационале
- Чемпион Италии (5): 2005/2006, 2006/2007, 2007/2008, 2008/2009, 2009/2010
- Победитель Лиги чемпионов УЕФА: 2009/2010
- Обладатель Кубка Италии (3): 2004/2005, 2005/2006, 2009/2010
- Обладатель Суперкубка Италии (3): 2005, 2006, 2008

### В сборной
Сборная Италии
- Серебряный призёр чемпионата Европы: 2000

Сборная Италии (до 21 года)
- Чемпион Европы среди игроков не старше 21 года: 1994

### Личные
- Вратарь года в Серии A: 2000
- Член символической сборной чемпионата Европы: 2000[59]
- Член команды года по версии European Sports Media: 2001/2002[95]
- Член зала славы «Фиорентины»[96]
- Член символической сборной «Фиорентины» всех времён[97]
- Член зала славы «Интера»: 2019[98]

### Государственные награды
Кавалер ордена «За заслуги перед Итальянской Республикой»: 2000

## Личная жизнь
9 июля 2000 года Франческо Тольдо женился на своей избраннице по имени Эмануэла Поцца. Венчание прошло в католической церкви Святого Николая в Падуе в 17:30 по местному времени, на свадьбе присутствовали около 100 человек — родственники и близкие друзья молодожёнов, в том числе одноклубники Тольдо в лице Даниэле Адани, Мауро Брессана, Джанматтео Мареджини и Фабио Росситто. Медовый месяц пара провела в Полинезии. У Франческо и Эмануэлы двое детей: старший сын Алессандро родился 5 ноября 2001 года, младший сын Андреа появился на свет в 2004 году. Дети Тольдо занимаются баскетболом и футболом, тренируясь три раза в неделю. Сам Тольдо говорит, что старается приучать своих детей не только к хорошим манерам, но и к предельной концентрации, особенно необходимой спортсмену.
Франческо является одним из противников распространения азартных игр в Италии, в том числе ставок в букмекерских конторах. По его словам, однажды в одной из низших лиг его попросили не отбивать пенальти, поскольку команды предварительно перед игрой договорились об этом. Тольдо отбил 11-метровый удар, не желая стать виновником неудачи своей команды. Также он выступает за то, чтобы родители тщательно контролировали, в какие игры играют их дети, чтобы те усвоили ответственность за свои поступки и научились избегать неприятных ситуаций.